# Mitică-Marius Mărgărit
Mitică-Marius Mărgărit (n. 11 iunie 1985

, Tecuci, România) este un deputat român, ales în 2016. 